# Tuʻivakanō
Lord Tuʻivakanō (również Sialeʻataonga Tuʻivakanō, ur. 15 stycznia 1952) – tongański polityk i arystokrata, były minister. Deputowany do parlamentu. Premier Tonga od 22 grudnia 2010 do 30 grudnia 2014. 

## Życiorys
Tuʻivakanō urodził się w 1952. W latach 1961–1963 kształcił się w szkole Tonga High School w Nukuʻalofie. W 1964 rozpoczął naukę na Wesley College w Auckland, a w 1974 ukończył studia pedagogiczne na Ardmore Teachers College.
W 1975 powrócił do ojczyzny i stanął na czele Wydziału Wychowania Fizycznego w Ministerstwie Edukacji. W 1986 otrzymał tytuł szlachecki. W latach 1989–1992 studiował na Flinders University w Australii, na którym ukończył nauki polityczne. Od 1992 do 1996 pracował jako urzędnik administracji w Ministerstwie Młodzieży, Sportu i Edukacji. 
W 1996 wszedł w skład parlamentu jako wybrany przez króla przedstawiciel z okręgu Tongatapu. W latach 2002–2004 zajmował stanowisko przewodniczącego Zgromadzenia Ustawodawczego. W 2005 został mianowany ministrem w pracy w rządzie premiera Lavaki Ata 'Ulukalali. Rok później w gabinecie premiera Feletiego Sevele objął stanowisko ministra edukacji, młodzieży i sportu, które zajmował do 2010. 
W wyborach parlamentarnych w listopadzie 2010 uzyskał reelekcję. 20 grudnia 2010 został wybrany razem z ʻAkilisi Pohivą jednym z dwóch kandydatów na urząd premiera. Jego kandydaturę w głosowaniu 21 grudnia 2010 poparła koalicja deputowanych mianowanych przez władcę (9 deputowanych) oraz 5 deputowanych niezależnych. 'Akilisi Pohiva uzyskał natomiast 12 głosów poparcia. 22 grudnia 2010 został zaprzysiężony na stanowisku przez króla Jerzego Tupou V.